# Galapagoplana bituba
Galapagoplana bituba är en plattmaskart som beskrevs av Ax 1974. Galapagoplana bituba ingår i släktet Galapagoplana och familjen Otoplanidae. Inga underarter finns listade i Catalogue of Life.